# Televisioni locali della Calabria
Eitowers Calabria, Telespazio Tv, Studio 3 e Calabria Tv sono quattro dei multiplex della televisione digitale terrestre presenti nel sistema DVB-T italiano.
Eitowers Calabria appartiene a EI Towers S.p.A. interamente posseduta da 2i Towers S.r.l., a sua volta controllata al 100% da 2i Towers Holding S.r.l., che è partecipata per il 40% da Mediaset e per il 60% da F2i TLC 1 S.r.l..
Telespazio Tv e Studio 3 appartengono a Telespazio Tv.
Calabria Tv appartiene a Calabria Tv.

## Copertura
Eitowers Calabria è una rete di primo livello disponibile in tutta la Calabria.
Telespazio Tv è una rete di secondo livello disponibile nelle province di Catanzaro e Vibo Valentia.
Studio 3 è una rete di secondo livello disponibile nella provincia di Vibo Valentia.
Calabria Tv è una rete di secondo livello disponibile nella provincia di Vibo Valentia.
Sono inoltre ricevibili tre multiplex locali siciliani:
Raiway Sicilia 1 è una rete di primo livello disponibile nella provincia di Reggio Calabria
Tgs è una rete di secondo livello disponibile nella provincia di Reggio Calabria
Cominvest è una rete di secondo livello disponibile nella provincia di Reggio Calabria

## Frequenze
Eitowers Calabria trasmette sul canale 32 della banda UHF IV in tutta la Calabria.
Telespazio Tv trasmette sul canale 42 della banda UHF V nelle province di Catanzaro e Vibo Valentia.
Studio 3 trasmette sul canale 34 della banda UHF IV nella provincia di Vibo Valentia.
Calabria Tv trasmette sul canale 45 della banda UHF IV nella provincia di Vibo Valentia.
Raiway Sicilia 1 trasmette sul canale 42 della banda UHF V nella provincia di Reggio Calabria.
Tgs trasmette sul canale 22 della banda UHF IV nella provincia di Reggio Calabria.
Cominvest trasmette sul canale 21 della banda UHF IV nella provincia di Reggio Calabria.

## Servizi

### Canali televisivi (Eitowers Calabria)
| LCN    | Canale              | Note       |     |
| ------ | ------------------- | ---------- | --- |
| 10     | Video Calabria HD   | FTA (HDTV) |     |
| 11     | LaC TV              | FTA (HDTV) |     |
| 12     | TEN TV              | FTA (HDTV) |     |
| 13     | TELEMIA             | FTA (HDTV) |     |
| 14     | RTI                 | FTA        |     |
| 15     | ESPERIA TV          | FTA        |     |
| 16     | Telespazio TV HD    | FTA (HDTV) |     |
| 17     | LaC OnAir           | FTA (HDTV) |     |
| 18     | Tele A1             | FTA        |     |
| 19 71  | CANALE ITALIA extra | FTA        |     |
| 75     | L’altro corriere    | FTA (HDTV) |     |
| 76     | Calabria TV HD      | FTA (HDTV) |     |
| 77 677 | REGGIO TV HD        | FTA (HDTV) |     |
| 78     | RTC TELECALABRIA    | FTA        |     |
| 80     | Telemormanno        | FTA        |     |
| 82     | JONICA RADIO TV     | FTA (HDTV) |     |
| 85     | Wedding TV          | FTA (HDTV) | FTA |
| 86     | Tele Dehon          | FTA (HDTV) |     |
| 87     | VideoTouring        | FTA        |     |
| 92     | DIGITAL TV          | FTA        |     |

### Canali televisivi (Telespazio Tv)
| LCN | Canale                | Note       |
| --- | --------------------- | ---------- |
| 83  | GS CHANNEL            | FTA (HDTV) |
| 88  | RTC CATANZARO         | FTA        |
| 90  | TURISMO TV            | FTA        |
| 91  | RICORDI TV            | FTA        |
| 96  | SOVERATO UNO S1       | FTA        |
| 97  | TELE MAGNA GRAECIA    | FTA        |
| 99  | TV99                  | FTA        |
| 111 | LaC News 24           | FTA (HDTV) |
| 112 | ESSE TV NEWS          | FTA        |
| 113 | ADN 24 ITALIA         | FTA (HDTV) |
| 114 | GUSTO TV ITALIA       | FTA        |
| 116 | MEDIA SUD             | FTA        |
| 117 | TRADIZIONI TV ITALIA  | FTA        |
| 118 | EVENTI TV             | FTA        |
| 119 | TELE CATANZARO        | FTA        |
| 175 | TV MOTORI             | FTA        |
| 179 | RETE REGIONE RR       | FTA        |
| 180 | ANY FASHION TV        | FTA        |
| 182 | CASE IN TV            | FTA        |
| 184 | TELE MELITO           | FTA        |
| 186 | GRANDE ITALIA         | FTA        |
| 187 | RETE JONICA           | FTA        |
| 191 | PLAY TV               | FTA        |
| 280 | Tele Regione Calabria | FTA        |
| 290 | CANALE CALABRIA       | FTA        |
| 310 | Tele Bova Marina      | FTA        |
| 350 | TV SUD                | FTA        |
| 877 | RADIO JUKEBOX TV      | FTA (HDTV) |
| -   | BUSINESS CHANNEL      | FTA (HDTV) |

### Canali televisivi (Studio 3)
| LCN     | Canale                      | Note          |
| ------- | --------------------------- | ------------- |
| 79      | TELITALIA                   | FTA (HDTV)    |
| 83      | GS CHANNEL                  | FTA (HDTV)    |
| 89      | TELITALIA TV                | FTA (HDTV)    |
| 90      | TURISMO TV                  | FTA           |
| 91      | RICORDI TV                  | FTA           |
| 93 113  | ADN 24 ADN 24 ITALIA        | FTA (HDTV)    |
| 98      | ESSE TV                     | FTA (HDTV)    |
| 114     | GUSTO TV ITALIA             | FTA           |
| 116     | MEDIA SUD                   | FTA           |
| 117     | TRADIZIONI TV ITALIA        | FTA           |
| 118     | EVENTI TV                   | FTA (HEVC SD) |
| 175     | TV MOTORI                   | FTA (HEVC SD) |
| 177 877 | JUKEBOX TV RADIO JUKEBOX TV | FTA (HDTV)    |
| 178     | PLAY TV                     | FTA (HEVC SD) |
| 180     | ANY FASHION TV              | FTA (HEVC SD) |
| 181     | AMICA TV                    | FTA           |
| 186     | GRANDE ITALIA               | FTA (HEVC SD) |
| 187     | BUSINESS CHANNEL            | FTA (HDTV)    |
| 279     | VIDEO SPORT                 | FTA           |
| 299     | TELITALIA 2                 | FTA (HDTV)    |

### Canali televisivi (Calabria Tv)
| LCN | Canale                   | Note          |
| --- | ------------------------ | ------------- |
| 89  | TELEPONTINA              | FTA           |
| 94  | LIFE ZONE                | FTA           |
| 96  | RIETI CHANNEL            | FTA           |
| 97  | NATURA E VITA TV         | FTA           |
| 110 | GS CHANNEL               | FTA           |
| 111 | LaC News 24              | FTA (HDTV)    |
| 112 | LORY TV                  | FTA           |
| 179 | TELECENTROLAZIO          | FTA           |
| 182 | ON AIR                   | FTA           |
| 183 | VIDEO SUD                | FTA           |
| 184 | FROSINONE CHANNEL        | FTA           |
| 185 | PIANA TV                 | FTA (HDTV)    |
| 190 | TELEITALIA 4             | FTA (HDTV)    |
| 193 | LIBERA INFORMA           | FTA           |
| 194 | LIBERA FAMIGLIA          | FTA           |
| 195 | AZZURRA TV 01            | FTA (HEVC HD) |
| 196 | AZZURRA TV 03            | FTA (HEVC HD) |
| 197 | AZZURRA TV 04            | FTA (HEVC HD) |
| 198 | ONDA TV                  | FTA           |
| 199 | TELEMIA EXTRA            | FTA           |
| 210 | DIOCESI MNT COMMUNITY TV | FTA (HDTV)    |
| 211 | TG CAL 24                | FTA           |
| 289 | SOVERATO NOTIZIE ML      | FTA           |
| 298 | VIDEO MARIA              | FTA           |
| 351 | 70-80 TV                 | FTA           |